# Acacia pseudo-eburnea
Acacia pseudo-eburnea é uma espécie de leguminosa do gênero Acacia, pertencente à família Fabaceae.